# Salvador Jorge Blanco
José Salvador Omar Jorge Blanco (Santiago de los Caballeros, 5 de julio de 1926 - ibidem, 26 de diciembre de 2010) fue un político, abogado y escritor dominicano. Fue senador por el Distrito Nacional entre 1978-1982 y presidente de la República Dominicana en el período 1982-1986.
El gobierno de Jorge Blanco estuvo caracterizado por problemas económicos y financieros, así como protestas sociales debido a las malas condiciones de vida. Fue el segundo presidente consecutivo del Partido Revolucionario Dominicano, tras una segunda victoria frente a Joaquín Balaguer del Partido Reformista Social Cristiano. Después de su mandato, Jorge Blanco fue acusado de corrupción y se enfrentó a un proceso judicial, siendo el único presidente dominicano hasta la fecha en ser sometido a la justicia.

## Primeros años, estudios y trayectoria política
Jorge Blanco nació en Santiago el 5 de julio de 1926, hijo de Dilia Limbert Blanco Polanco (Tamboril, 1900-Santiago,1988) y de Pedro María Jorge Arias (Licey, 1898–Santiago, 1982). Hizo sus estudios primarios en el Colegio Ercilia Pepín, y superiores en el Liceo Ulises Francisco Espaillat. En 1950, se graduó en Derecho en la Universidad Autónoma de Santo Domingo. En 1951, obtuvo el doctorado por la Universidad Complutense de Madrid, con un posgrado en la especialidad de Derecho Internacional. Jorge Blanco fue músico, destacándose en instrumentos como el piano y violonchelo.
En 1961, abrió un bufete de abogados, tras el derrocamiento de la dictadura de Rafael Trujillo. Además, se inicia en la vida política, como miembro del partido Unión Cívica Nacional. 
En 1963, después del golpe de Estado al presidente Juan Bosch, se unió al movimiento civil que procuraba el retorno de la constitucionalidad dominicana. Más tarde ingresó en el Partido Revolucionario Dominicano (PRD), agrupación fundada por Bosch. Aquí ocupó varios cargos en la Comisión Política y el Comité Ejecutivo Nacional. Durante el gobierno de facto del coronel Francisco Caamaño Deñó durante la Guerra civil, Jorge Blanco actuó como procurador general de la República y como miembro de la comisión negociadora. 
Entre 1966 y 1973 fue miembro del Comité Ejecutivo Nacional y de la Comisión Política del PRD, volviendo a serlo en 1976. Entre 1973 y 1975 presidió la Asociación de Abogados de Santiago. Entre 1970 y 1976 fue profesor catedrático de Derecho en la Pontificia Universidad Católica Madre y Maestra.
En 1977 fue precandidato a la presidencia por el PRD, siendo derrotado por Antonio Guzmán Fernández. También intervino en la redacción del Acta Constitucional y del Acta de Reconciliación Dominicana. Ese mismo año fue elegido presidente del PRD, culminando en 1979. Fue miembro de la Comisión Codificadora que preparó el proyecto de Código de Comercio entre 1975 y 1979. 
En 1978 ganó su candidatura para senador, teniendo múltiples enfrentamientos con el gobierno que dirigía su propio partido con Antonio Guzmán a la cabeza, habiendo una tácita rivalidad entre ambos. Con la muerte de Guzmán y el gobierno provisional de Majluta, Jorge Blanco fue elegido como candidato presidencial del PRD de cara a las elecciones de 1982.
El 16 de mayo de 1982, fue elegido presidente de la República con un 46,7% de los votos, frente al 39,2% obtenido por Joaquín Balaguer y el 9,8% de Juan Bosch. Se juramentó como Presidente de la República Dominicana el 16 de agosto de ese mismo año.

## Mandato presidencial (1982-1986)
En el momento de la elección del Jorge Blanco, se esperaba que los altos precios de los productos de primera necesidad y la alta inflación que perjudicaba al país en ese momento se aligeraran, ya que Blanco iba a gobernar con una mayoría en ambas cámaras legislativas. Sin embargo, su mandato tuvo serias limitaciones debido a lo establecido por Fondo Monetario Internacional (FMI) y a las dificultades dentro de su propio partido. 
En abril de 1984, los fuertes aumentos de precios ejecutados como parte de un programa de estabilización económica aprobado por el FMI dieron lugar a disturbios masivos y decenas de muertos en la llamada poblada de abril de 1984. Esto manchó el historial de las administraciones perredeístas en materia de derechos civiles y humanos, una de las áreas en las que el PRD había marcado sus diferencias con el anterior gobierno de Balaguer. 
En noviembre de 1985, las primarias del partido que tenían por objeto poner de relieve el continuo compromiso del PRD con procedimientos democráticos internos para seleccionar su candidato presidencial, terminaron sin resultados debido a un tiroteo en el Hotel Concorde, donde se estaban contando los votos. Jorge Blanco gobernó la República Dominicana durante un período de dramáticas dificultades económicas impuestas en gran parte por el sistema internacional. Ese mismo año, por primera vez desde la guerra civil de 1965, el país experimentó tasas de crecimiento negativas.
En su gobierno ocurrió el secuestro y posterior asesinato del banquero Héctor Méndez y su chofer, así como de los hermanos Patricio y Estanislao de la Cruz Gálvez.
Su periodo presidencial culminó el 15 de agosto de 1986 dejando un clima hostil en la oposición.

## Acusaciones de corrupción y posterior juicio político
Jorge Blanco, al salir de la presidencia dominicana, fue acusado de desfalco por el gobierno de Joaquín Balaguer. La denuncia consistía en compras de las Fuerzas Armadas a unas empresas vinculadas a personas próximas a Jorge Blanco por valor de 25 millones de pesos, vendiéndoles bienes sobrevaluados a militares. El 7 de octubre de 1986 el abogado dominicano Marino Vinicio Castillo puso una denuncia contra Jorge Blanco y Manuel Antonio Cuervo Gómez ex secretario de las Fuerzas Armadas, acusando a ambos de malversación de fondos. El 23 de diciembre la Procuraduría General Dominicana le prohibió a Jorge Blanco salir al exterior.
Fue arrestado y trasladado a la cárcel preventiva del Ensanche La Fe. Una vez allí, Jorge Blanco pidió asilo político a la embajada venezolana, pero el gobierno Jaime Lusinchi rechazó su solicitud. El 8 de mayo un espasmo cardíaco llevó a su internamiento en una clínica de Santo Domingo, permitiéndole salir a los Estados Unidos para recibir tratamiento médico el 14 del mismo mes en el Emory University Hospital de Atlanta, Georgia. Jorge Blanco agotó todos los recursos como abogado para impedir el inminente juicio por 38 imputaciones penales que se le venía encima. Entre las imputaciones estaban: estafa, robo, prevaricación, abuso de confianza, entre otras.
El 16 de noviembre de 1988, un juicio de diez días lo condenó a 20 años de prisión y a una multa de 100 millones de pesos. Todo esto en ausencia de Blanco, ya que se encontraba en Atlanta recibiendo tratamiento médico. El 30 del mismo mes, Blanco llegó a Santo Domingo para apelar la sentencia. Durante todo el año, Blanco libró una batalla legal que culminó con la anulación de la sentencia a finales de 1989.
El 8 de agosto de 1991 fue declarado culpable nuevamente y condenado a cumplir 20 años de prisión y a pagar una multa de 73 millones de pesos. Jorge Blanco renunció a sus abogados defensores tras sospechar que la sentencia que se iba a dictar contra él estaba "prefabricada", por lo que asumió su propia defensa. Fue arrestado, pero solo permaneció dos meses en prisión. Todo esto después de varios meses en un juicio televisado. 
En 2001 y después de 10 años de apelación, Blanco consiguió la anulación de la sentencia dictada por la Corte de Apelación de Santo Domingo. En septiembre, el presidente Hipólito Mejía retiró las acusaciones contra Jorge Blanco, lo que se interpretó como una especie de indulto. Blanco siempre negó las acusaciones y afirmó que sus pesadillas fueron resultado de la persecución política de Joaquín Balaguer.

## Vida personal
En septiembre de 1957 se casó con Asela Altagracia Mera Checo (fallecida en 2007), procreando a Orlando y Dilia Leticia, que hoy día son prominentes profesionales de la política y el derecho, respectivamente, en la República Dominicana. Se dedicaba a escribir y a leer y, tras la muerte de su esposa, pasaba mucho tiempo rodeado de sus hijos y nietos. 
Su hijo Orlando también se dedicó a la política como parte del Partido Revolucionario Moderno (PRM), siendo ministro de Medio Ambiente y Recursos Naturales durante el gobierno de Luis Abinader. El 6 de junio de 2022, Orlando fue asesinado en su despacho ministerial.

### Estado de salud y muerte
Salvador Jorge Blanco venía con un historial de problemas cardíacos desde la década de 1980, lo cual lo obligaba a llevar consigo un marcapasos.
En enero de 2005 fue ingresado de urgencias en el Centro de Medicina Avanzada (Cedimat) por complicaciones cardíacas, siendo ingresado a la sala de cuidados intensivos.
En 2007 volvió a sufrir una recaída debido a una hidrocefalia que le provocó una baja de sodio y deshidratación. Jorge Blanco fue operado por José Joaquín Puello, quien le colocó una válvula para mejorar el drenaje interno en el cerebro.
El 29 de noviembre de 2010 Jorge Blanco fue llevado de urgencias al Centro de Medicina Avanzada Dr. Abel González tras caerse de su cama y darse un fuerte golpe en la cabeza produciéndole una hemorragia interna y dejándolo en coma. El 30 del mismo mes dentro de las complicaciones sufrió un paro cardíaco, siguiéndoles a este pequeños infartos, por lo que le realizaron una traqueotomía.
Jorge Blanco falleció el 26 de diciembre de 2010 de un paro cardíaco, tras 37 días en estado de coma profundo.

## Ensayos
- Formularios en las vías de ejecución (1969)
- Introducción al Derecho
- Guerra, revolución y paz
- La unidad de jurisdicción analizada en el ejercicio de la acción pública y la acción civil (1986)
- Duarte, Espaillat y Hostos (1986)
- Archipiélago de intereses (1986)
- Batallas nacionales (1986)

## Honores
Fue doctor honoris causa por las siguientes universidades:
- Pontificia Universidad Católica Madre y Maestra (1983)
- Universidad de Carolina del Sur (1984)
- Universidad de Puerto Rico, Recinto de Río Piedras  en Puerto Rico (1986)